# マルカリアン231
マーカリアン231(Markarian 231)は、1型のセイファート銀河である。1969年、強い紫外線放射を出す銀河の探索中に発見された。既知の最も近いクエーサーを含む。おおぐま座の方角に地球から約581百万光年離れた位置にある。

## 特徴
マーカリアン231は、スターバーストの途上にある。中心部に、年間100太陽質量以上の速度での活発な星形成が行われる環がある。降着ブラックホールとクエーサーにエネルギー供給され、最も明るい赤外線銀河の1つとなっている。
2015年の研究で、1.5億太陽質量と推定される中心部のブラックホールが400万太陽質量のブラックホールを伴っており、この2つが周期1.2年で互いの周りを公転していることが示唆された。しかしその後、このモデルは実現不可能であることが示された。
サブミリ波天文学を用いた別の研究で、酸素分子が存在する証拠が見つかり、銀河系の外で酸素分子が検出された初めての事例となった。